# Ciniod mac Artcois
Ciniod mac Artcois est roi légendaire des Pictes.

## Biographie
Les listes de la chronique Picte accordent à « Cinoiod filíus Arcois » un règne de sept ans entre ceux de Deocilinion et de Deoor l. Blieiblithuth. Aucune datation n'a été avancée pour son règne mais s'il a réellement existé il doit correspondre au début du IIIe siècle.
Une liste le nomme Cinioiod; Marjorie Ogilvie Anderson estime que Cinioiod correspond à Ciiniod un nom picte. Hector Munro Chadwick voit aussi en Cinioiod une forme primitive de Ciniod c'est-à-dire le moderne Kenneth. Artcois (ou Arcois) signifie « Jambe d'Ours » ou « Patte d'Ours » et semble appartenir au domaine du gaulois plus qu'à celui du brittonique. Alfred P. Smyth souligne la proximité de son nom avec celui d'« Argentocoxos » (i.e: jambe d’argent) le chef calédonien qui selon Dion Cassius  a négocié avec les romains lors de l’expédition dans le nord de la Bretagne de l'empereur Septime Sévère et de ses fils (208-211) .